# Navarra (Braga)
Navarra is een plaats (freguesia) in de Portugese gemeente Braga en telt 454 inwoners (2001).